# 木城街道
木城街道是中华人民共和国河南省焦作市武陟县下辖的一个街道办事处。

## 行政区划
木城街道下辖以下村级行政区划单位：
建设街村、和平街村、胜利街村、北街村、西街村、原庄村、小原村、余原村和东关村。